# Université de Shenzhen
L'Université de Shenzhen (深圳大学) est une université nationale chinoise située à Shenzhen. Fondée en 1983, elle fut la première école supérieure située dans cette ville.
Elle est communément désignée par le sigle SZU (en anglais Shenzhen University).

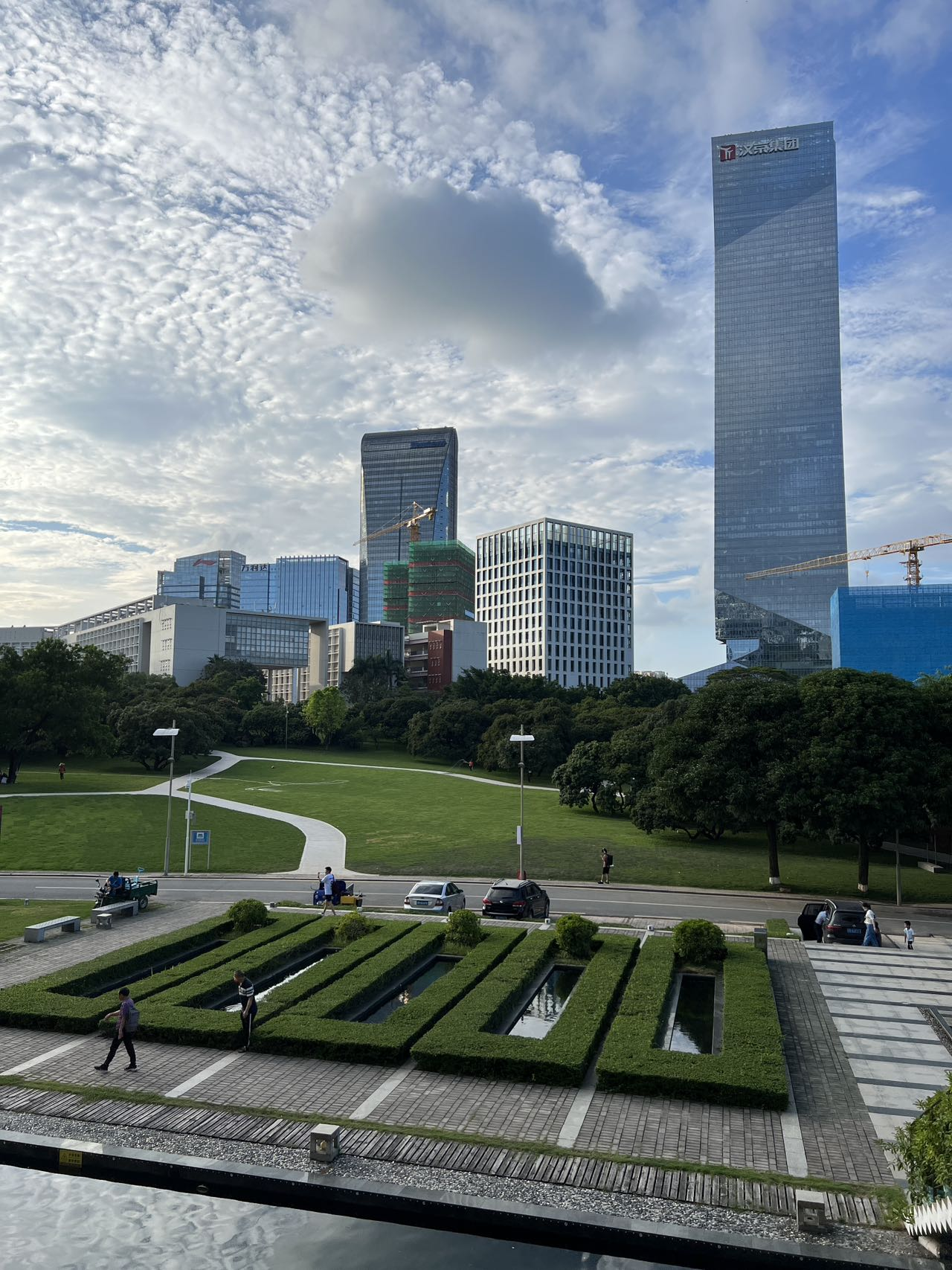
Bâtiment des Sciences Humaines, Campus de Yuehai
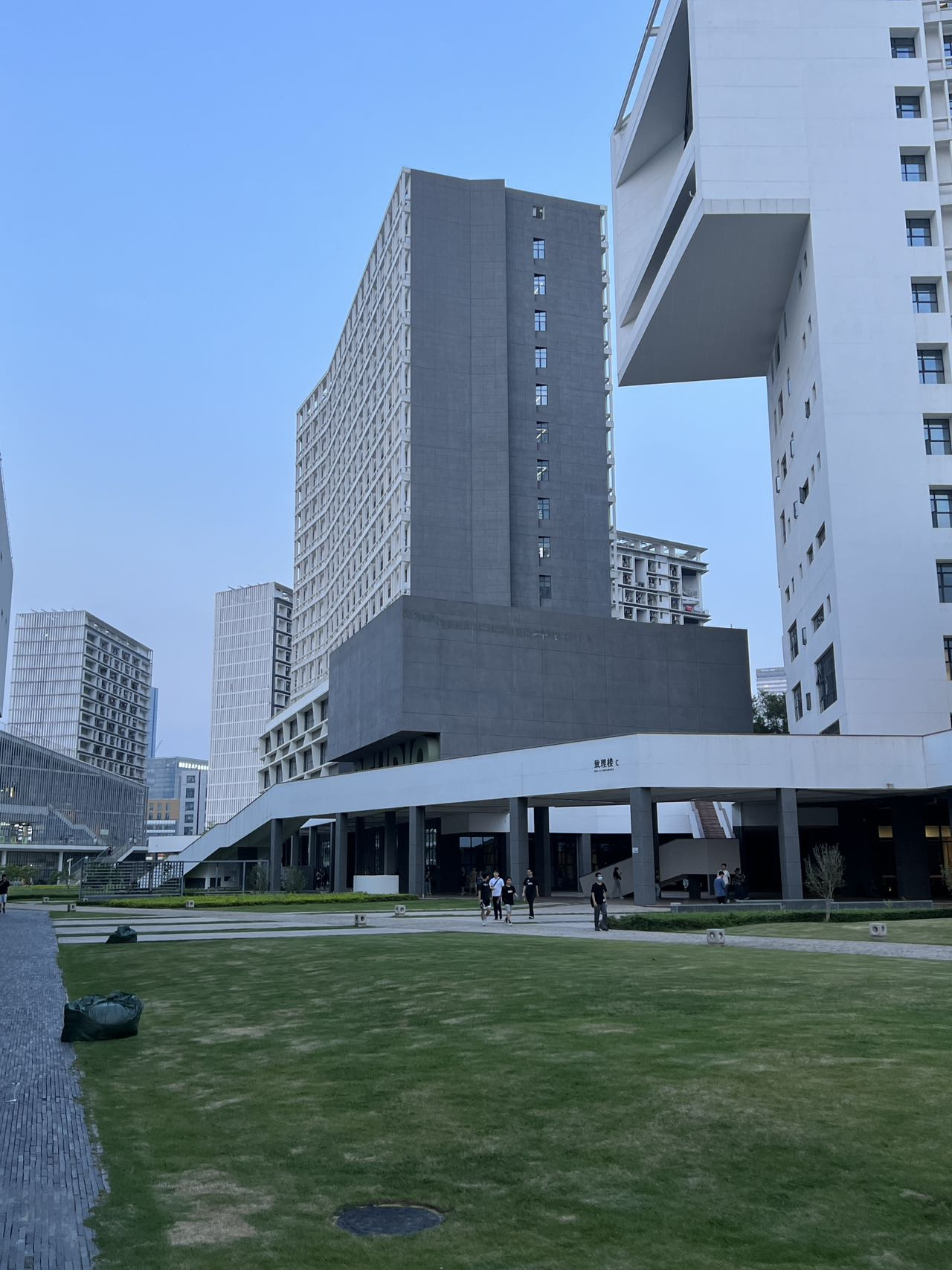
Zone Sud
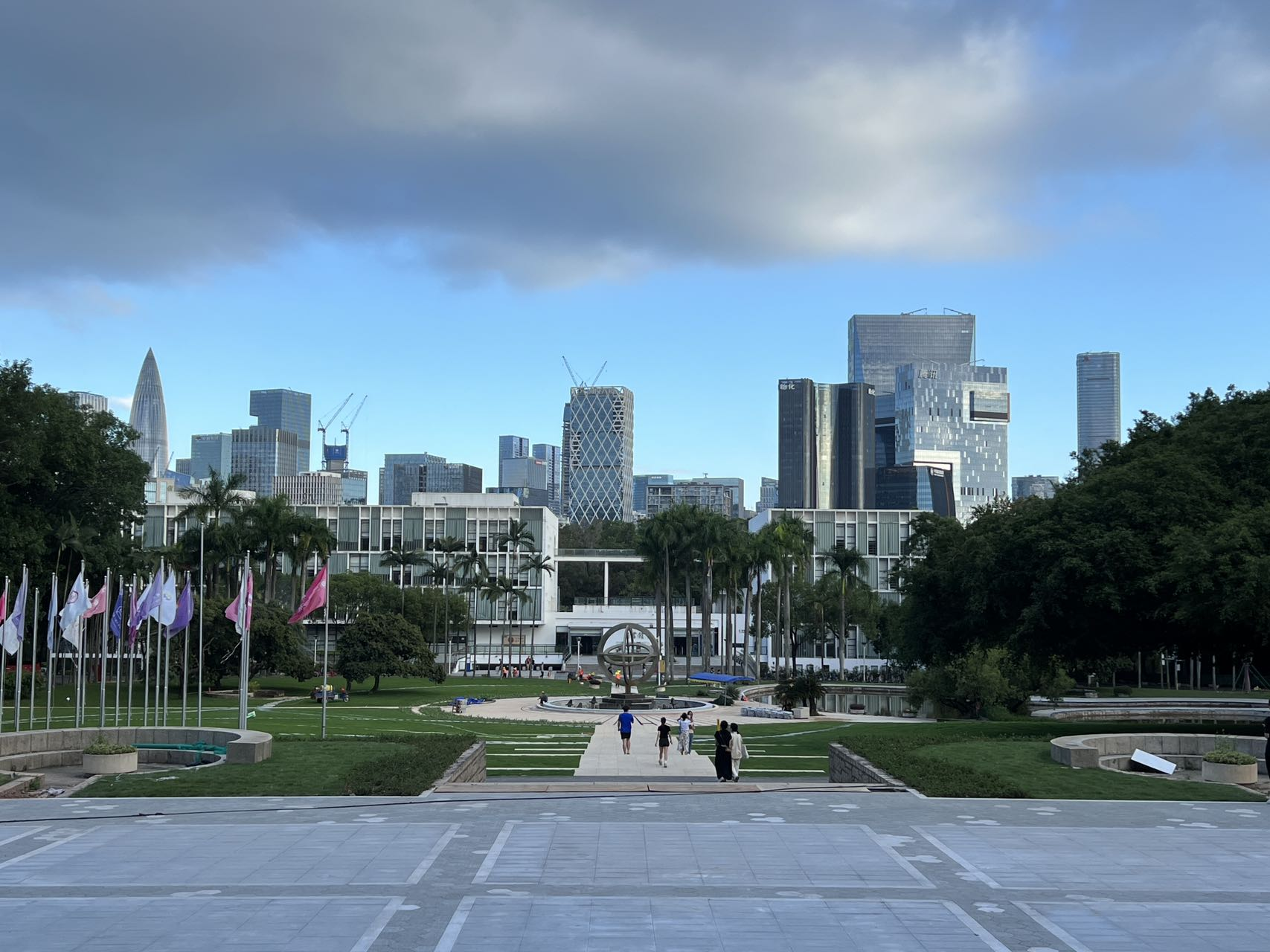
Place centrale du campus de Yuehai
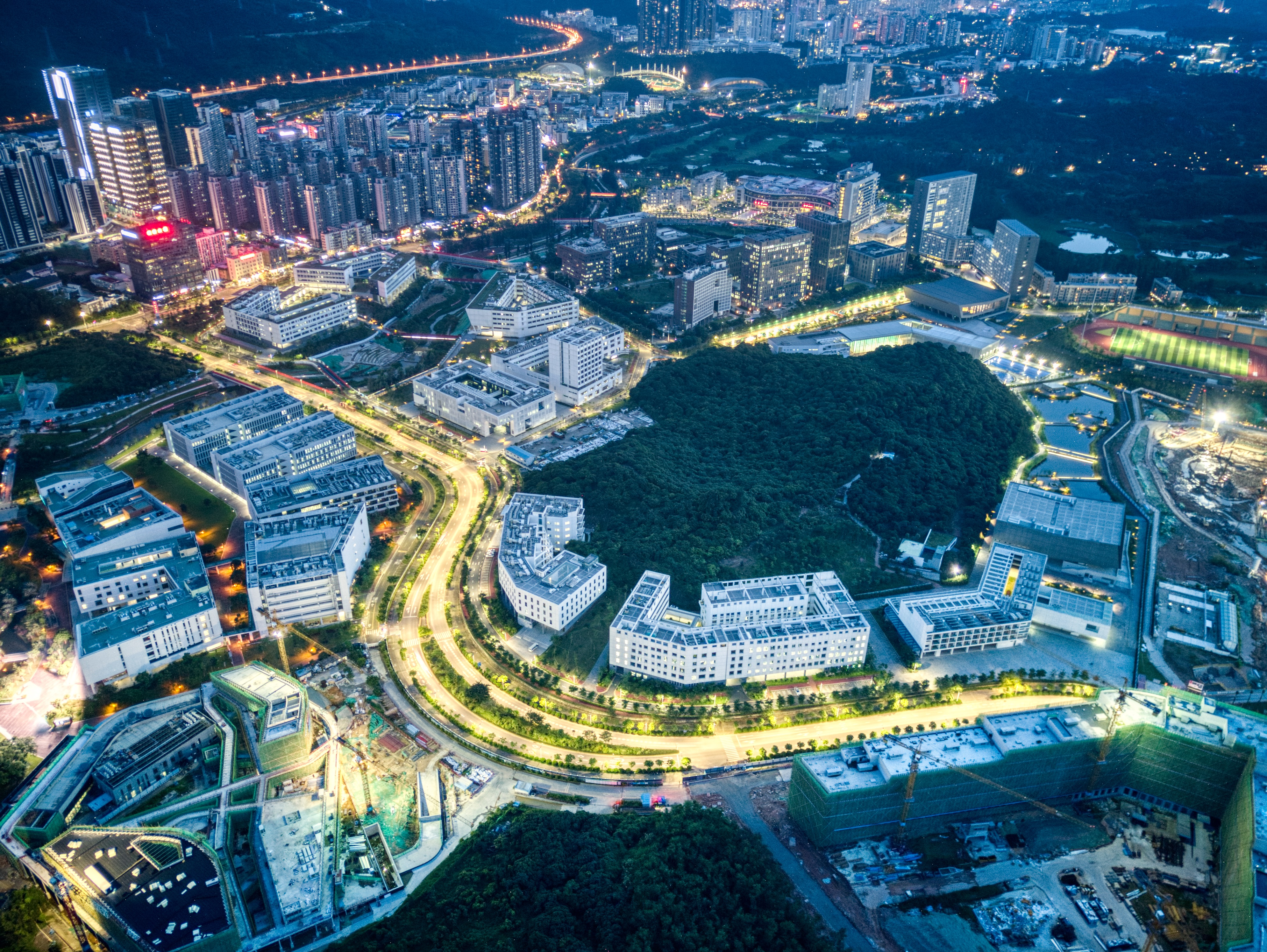
Arial Vue nocturne du campus de SZU Xili

## Anciens élèves célèbres
- Ma Huateng, entrepreneur chinois, fondateur de Tencent.